# Lars Wollmer
Lars Wollmer, född 15 december 1879 i Hassle-Bösarps socken, Malmöhus län, död 1973, var en svensk präst. 
Wollmer blev student vid Lunds universitet 1898, avlade teoretisk teologisk examen 1904, praktisk teologisk examen samma år, blev teologie licentiat 1910 och teologie doktor 1918. Han prästvigdes 1905, blev pastorsadjunkt i Lund samma år, var predikant vid Lunds hospital och asyl 1907–12 och blev andre komminister i Lunds stads- och landsförsamling 1911. Han var medarbetare i Protestantische Rundschau 1923–44. 